# Mofo
«Mofo» (также обозначается как «MOFO») — заключительный сингл ирландской рок-группы U2 из альбома Pop.
Песня посвящена матери Боно, которая умерла, когда ему было 14 лет. Боно частично затрагивал эту тему в песнях «I Will Follow», «Tomorrow», «Lemon» и «Iris (Hold Me Close)». Именно эта композиция открывала концерты U2 в туре PopMart Tour.
Рецензент сайта Allmusic назвал композицию «неистовой», журнал Entertainment Weekly — обладающей «компьютерным пульсом» и (как и многие песни с альбома) имеющей своеобразные отсылки к духовным темам («my baby Jesus under the trash»). Газета Los Angeles Times описала столкновение в «Mofo» двух сил — танцевальной настойчивости The Prodigy и устойчивого чувства сыновней потери наподобие леннонской «Mother». Газета New Zealand Herald писала, что беглый бас а-ля Bomb the Bass и вопящие семплы в сочетании со скрежещущим вокалом Боно навевают «неслабую угрозу».
Рецензент Stylus Magazine назвал «Mofo» «единственным наглядным доказательством» озвученной U2 танцевальной направленности альбома, проводя параллели с Chemical Brothers и Underworld. Underworld записали ремикс на «Mofo», который так и не был издан.

## Список композиций
CD-сингл
1. «Mofo» (Phunk Phorce mix) — 8:43
2. «Mofo» (Mother’s mix) — 8:56
3. «If God Will Send His Angels» (Grand Jury mix) — 5:40

В полуофициальном видеоклипе звучит Phunk Phorce remix.

## Участники записи
- Боно — вокал, гитара, автор
- Эдж — гитара, бэк-вокал, синтезатор, автор
- Адам Клейтон — бас
- Ларри Маллен-мл. — ударные, перкуссия